# Isidre Pòlit i Boixareu
Isidre Pòlit i Boixareu   (Alella, 1880 - Barcelona, 19 d'octubre de 1958) fou un astrònom català.

## Biografia
Nasqué a Ca la Gaietana d'Alella. Es llicencià en ciències el 1902 i es doctorà el 1904. Fou nomenat catedràtic de la Universitat de Barcelona i fou ajudant de Josep Comas i Solà a l'Observatori Fabra i després de la mort d'aquest (1937) director de la Secció d'Astronomia.
El 17 de novembre del 1941 descobrí un asteroide, anomenat provisionalment 1941 WA i que ha rebut el nom definitiu de 4298 Jorgenúnez per la Unió Astronòmica Internacional. D'altra banda, l'asteroide descobert per Comas i Solà fou batejat com a (1708) Polit en honor seu.